# Ramptjärnen, Ångermanland
Ramptjärnen är en sjö i Örnsköldsviks kommun i Ångermanland och ingår i Moälvens huvudavrinningsområde.